# A Nő szürkületben
A Nő szürkületben (hollandul: Een vrouw tussen hond en wolf, franciául: Femme entre chien et loup) 1979-es belga-francia romantikus filmdráma André Delvaux rendezésében. A filmet benevezték az 1979-es Cannesi Filmfesztiválra, és a belga filmkritikusok szövetsége (UCC) elnyerte a legjobb filmnek járó André Cavens-díjat. A filmet az 52. Oscar-adíjátadón a legjobb idegen nyelvű film díjára jelölt belga alkotásként is beválogatták, de végül nem került be a jelöltek közé.

## Cselekmény
Egy nő szerelmének története két fiatal férfi iránt; Antwerpen, Belgium, 1940. Lieve (Marie-Christine Barrault) feleségül megy Adriaanhoz (Rutger Hauer), a flamand idealistához, akit a megszállók Németország felé sodornak a keleti frontra. A nő 1942-ben menedéket nyújt az ellenálló François-nak (Roger Van Hool), és vele együtt fedezi fel, hogy mit is jelent valójában a szerelem. A felszabaduláskor újra találkozik a megtört és elítélt Adriaannal. François iránti szenvedélye ellenére nem tudja rávenni magát, hogy elhagyja őt e nehéz körülmények között. De lassan eltávolodik a férjétől, miközben érzi, hogy a karrierje által kisajátított François lassan eltávolodik tőle.

## Szereplők
- Marie-Christine Barrault – Lieve
- Rutger Hauer – Adriaan
- Roger van Hool – François
- Senne Rouffaer – A pap
- Bert André – Slager
- Raf Reymen – Oom Georges
- Hector Camerlynck – Odilon bácsi
- Mathieu Carrière – német katona
- Yves Robert – Werkman
- Tine Balder – Tante Mélanie
- Jenny Tanghe – Tante Anna
- Greta van Langhendonck – Susanne
- Janine Bischops – Tante Leontien
- Johny Voners – Nand nagybácsi
- Marc Bober – Postbode
- Jean-Claude Van Damme – mozilátogató/férfi a kertben (stáblistán nem szerepel)[3]

## Fordítás
- Ez a szócikk részben vagy egészben  a   Woman Between Wolf and Dog című angol Wikipédia-szócikk fordításán alapul.  Az eredeti cikk szerkesztőit annak laptörténete sorolja fel. Ez a jelzés csupán a megfogalmazás eredetét és a szerzői jogokat jelzi, nem szolgál a cikkben szereplő információk forrásmegjelöléseként.